# Chò nâu
Chò nâu (danh pháp khoa học: Dipterocarpus retusus) là cây được biết đến rộng rãi nhất trong chi Dầu (Dipterocarpus). Cây cho gỗ và nhựa dầu.

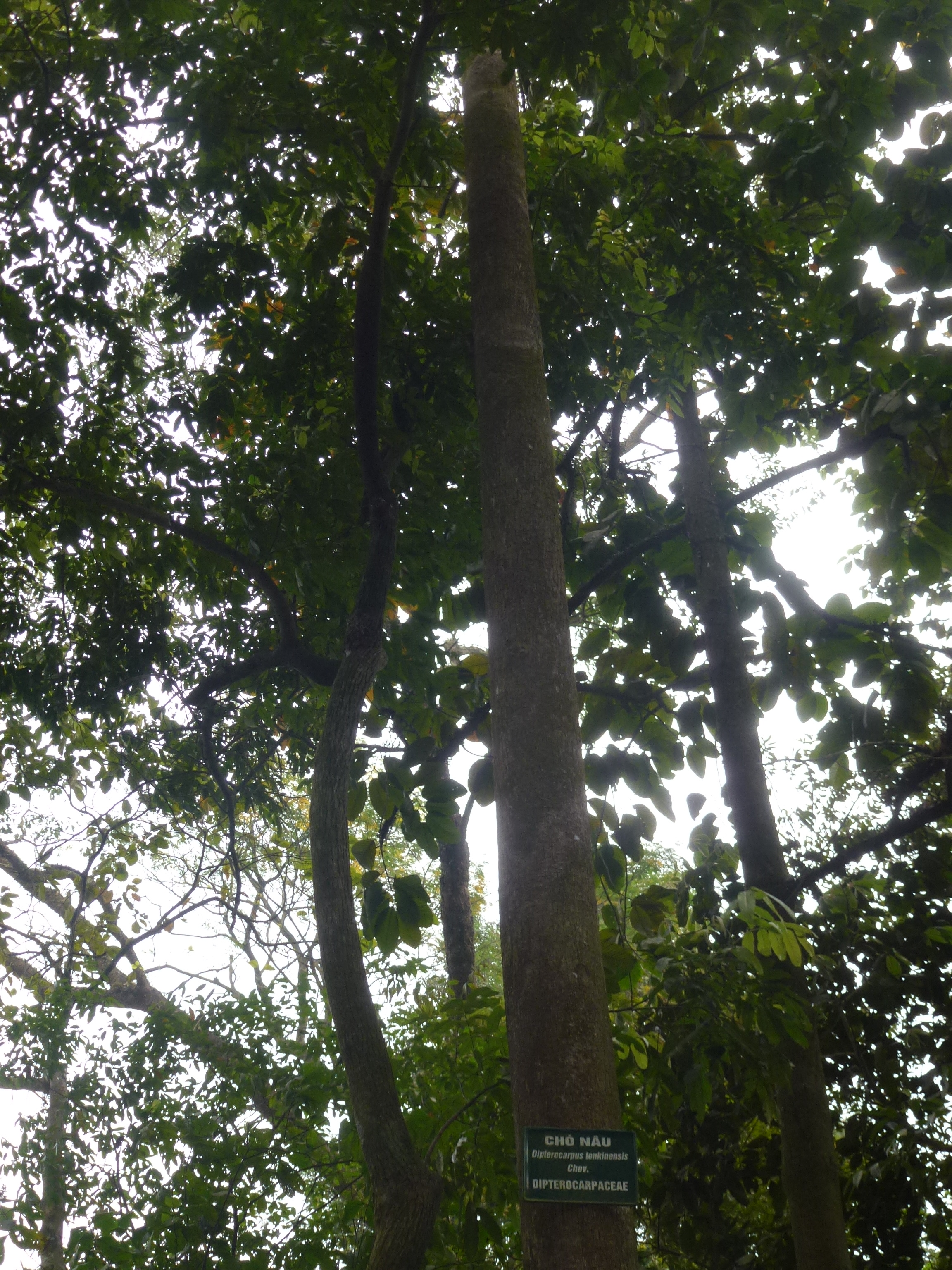
Cây chò nâu ở khu vực đền Hùng, Phú Thọ, Việt Nam.